# Ли Цзин (гимнаст)
Ли Цзин (кит. упр. 李敬, пиньинь Lǐ Jìng, р.23 февраля 1970) — китайский гимнаст, чемпион мира, призёр Олимпийских игр.

## Биография
Ли Цзин родился в 1970 году в Хэнъяне провинции Хунань. С 1976 года начал заниматься гимнастикой в местной любительской спортшколе, в 1979 году выиграл молодёжный чемпионат провинции. В 1980 году поступил в Пекинский институт физкультуры, по его окончании в 1986 году попал в сборную провинции Хунань, в 1987 году вошёл в состав национальной сборной.
На чемпионате мира 1989 года Ли Цзин стал обладателем золотой медали в упражнениях на брусьях и бронзовых — в упражнениях на коне и в многоборье (а также бронзовой — в составе команды). В 1990 году он выиграл 3 золотых, 1 серебряную и 1 бронзовую медали Азиатских игр в Пекине. На чемпионате мира 1991 года он выиграл золотую медаль в упражнениях на брусьях и бронзовую — в упражнениях на коне (а также серебряную в составе команды). В 1992 году он стал обладателем двух золотых и одной серебряной медалей чемпионата мира, а также трёх серебряных наград Олимпийских игр в Барселоне. В 1993 году Ли Цзин завоевал две золотые медали первых Восточноазиатских игр, а в 1994 году — две золотые медали Азиатских игр в Хиросиме.